# Etrurien

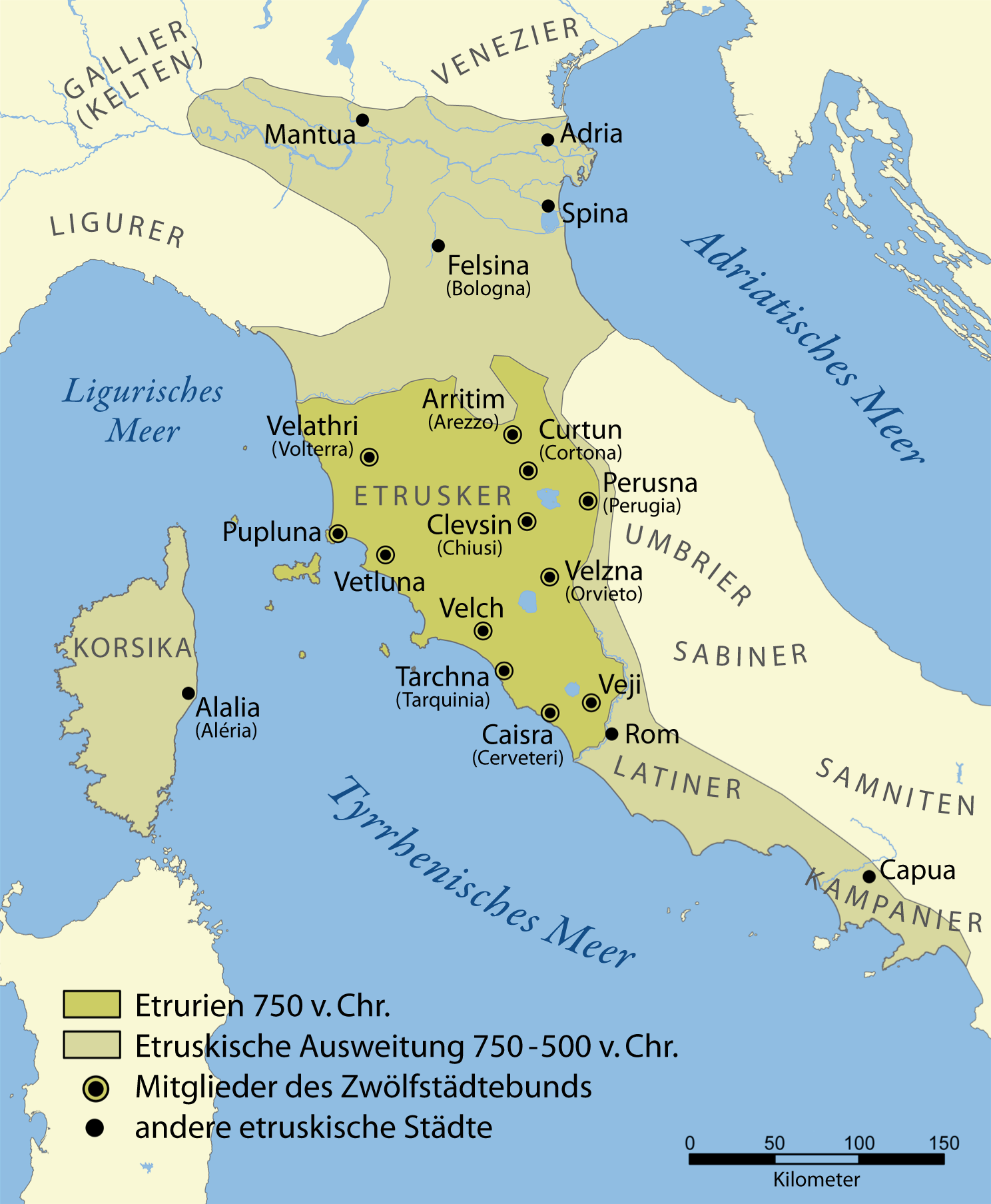
Dunkelgrün: Etrurien – Das Kernland der Etrusker. Hellgrün: Siedlungs- und Einflussgebiet der Etrusker (Etrurien im weiteren Sinn).

Etrurien, lateinisch Etruria, synonym Tuszien, auch Tuscien, lateinisch und italienisch Tuscia, ist eine antike Landschaft im Norden der Apenninhalbinsel und bezeichnete zunächst das Kernland der Etrusker zwischen Arno und Tiber. Später zählte man auch Teile der Toskana jenseits des Arno dazu. Etrurien ist nicht identisch mit der Toskana, sondern umfasst auch andere Gebiete Mittelitaliens, nämlich den nördlichen Teil des heutigen Latium und Teile Umbriens.
In der Etruskologie ist mitunter auch eine großflächigere Verwendung der Bezeichnung üblich, indem auch spätere Siedlungsgebiete der Etrusker bis zum Po Etrurien zugerechnet werden. In diesem Sinne unterscheidet man in der Etruskologie zwischen dem tyrrhenischen Etrurien am Tyrrhenischen Meer und dem padanisch-adriatischen Etrurien in der Po-Ebene.

## Geschichte
Die Etrusker waren eines der maßgebenden Völker im Mittelmeerraum. Ihr Einflussgebiet reichte im 7. und 6. Jahrhundert v. Chr. weit über das eigentliche Etrurien hinaus und umfasste auch die Po-Ebene und Teile Kampaniens. Im 4. und 3. Jahrhundert v. Chr. wurden wichtige Städte des südlichen Etrurien, darunter Veji, Tarquinia, Cerveteri, Vulci und Volsinii, von der aufstrebenden römischen Republik unterworfen. Die Städte des nördlichen Etrurien, darunter Arezzo, Volterra, Perugia und Cortona, schlossen dagegen Bündnisverträge mit Rom ab und konnten eine gewisse Autonomie bewahren, bis sie schließlich mit der Gewährung der uneingeschränkten römischen Bürgerrechte im Jahr 90 v. Chr. auch formal ihre Unabhängigkeit verloren.
Mit der Verwaltungsreform von Oktavian, dem späteren Kaiser Augustus, im Jahr 40 v. Chr. wurde die Regio VII „Etruria“ geschaffen, die nun eine der elf Regionen Italiens bildete und etwa dem Kernland der Etrusker entsprach. Somit gehörten auch die durch den Tiber von der Stadt getrennten Vororte Roms, wie z. B. Trastevere, zur Regio Etruria. Im weiteren Verlauf der Kaiserzeit entstand der Name „Tuscia“ für diese Region und verdrängte allmählich den Namen „Etruria“. In der Römischen Republik hatte man nur die Etrusker als „Tusci“ (Singular „Tuscus“) bezeichnet, ihr Siedlungsgebiet dagegen als „Etruria“. Mit der Neugliederung der Verwaltung durch Kaiser Diokletian und seine Nachfolger wurden die elf Regionen Italiens zu acht Provinzen zusammengefasst. Tuszien wurde mit Umbrien zur Provinz V „Tuscia et Umbria“ vereinigt, die mindestens bis zum Jahr 400 bestand.
Nach dem Untergang des Weströmischen Reiches geriet das Gebiet unter die Herrschaft der Ostgoten und später der Byzantiner, bevor es 569 von den Langobarden erobert wurde, die das Herzogtum Tuszien errichteten. Mit der Unterwerfung der Langobarden durch Karl den Großen wurde das Herzogtum zu einer Grafschaft und später Markgrafschaft erhoben. Der südliche Teil Etruriens, etwa vom Umfang der heutigen Provinz Viterbo, ging mit der Pippinschen Schenkung an den Kirchenstaat. Der nördliche Teil bildete unter den Staufern zusammen mit der Lombardei und der Markgrafschaft Verona das Königreich Italien im Heiligen Römischen Reich. Nach den Staufern zerfiel die Region in die Städteherrschaften von Lucca, Pisa, Florenz und Siena.

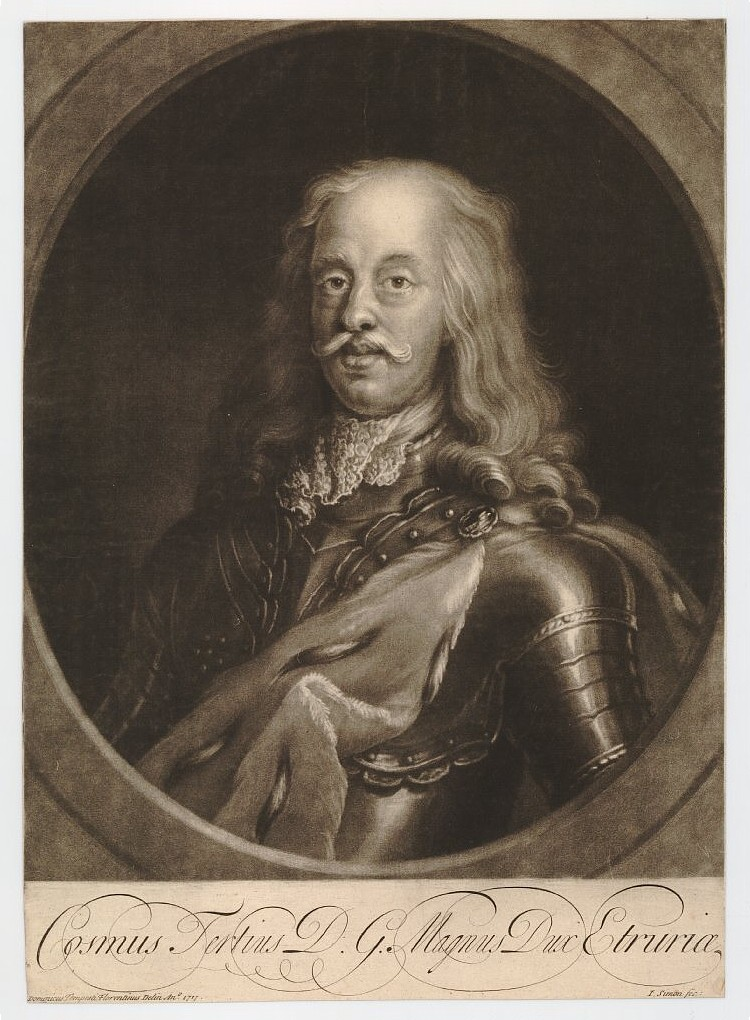
Cosimo III. de’ Medici als Magnus Dux Etruriae

Die Bezeichnung „Etrurien“ mit seinen historischen Bezügen zu den Etruskern lebte fort bis in die Renaissance. Als Cosimo I. de’ Medici 1569 Großherzog der Toskana (Granduca di Toscana) wurde, nannte er sich Magnus Dux Etruriae, wodurch er ausdrücklich auf die etruskischen Vorläufer Bezug nahm. Auch seine Nachfolger, darunter Ferdinando II. de’ Medici und Cosimo III. de’ Medici, verwendeten diesen Titel. Die Bezeichnung
„Toscana“ leitet sich von „Tuscia“ ab.
Nach der französischen Eroberung der Toskana 1799 wurde eine „Etrurische Republik“ ausgerufen, 1801 das Königreich Etrurien unter einer bis dahin in Parma regierenden Seitenlinie der Bourbonen gebildet. 1807 wurde dieser französische Satellitenstaat direkt an Frankreich angeschlossen. 1814 erfolgte eine Restauration des Großherzogtums der Toskana. Im Zuge des Risorgimentos wurde die Toskana 1860 an das Königreich Sardinien-Piemont angeschlossen und gehörte ab 1861 zum vereinigten Königreich Italien. Später wurde die Toskana zu einer der 20 italienischen Regionen. Der südliche Teil Etruriens war bis zur Ausrufung des Königreichs Italien 1861 ein Teil des Kirchenstaates.
Das Gebiet des alten Etruriens umfasst heute die Toskana, den nördlichen Teil von Latium und einen westlichen Teil von Umbrien. Das südliche Drittel des alten Etruriens hat als Landschaft den Namen Tuscia behalten. Die Provinz heißt nach ihrer Hauptstadt Viterbo. Der Name Tuscia wird im täglichen Leben immer noch verwendet. So wurde zum Beispiel die 1979 gegründete staatliche Universität von Viterbo Universität Tuscia genannt.

## Übersichtskarten

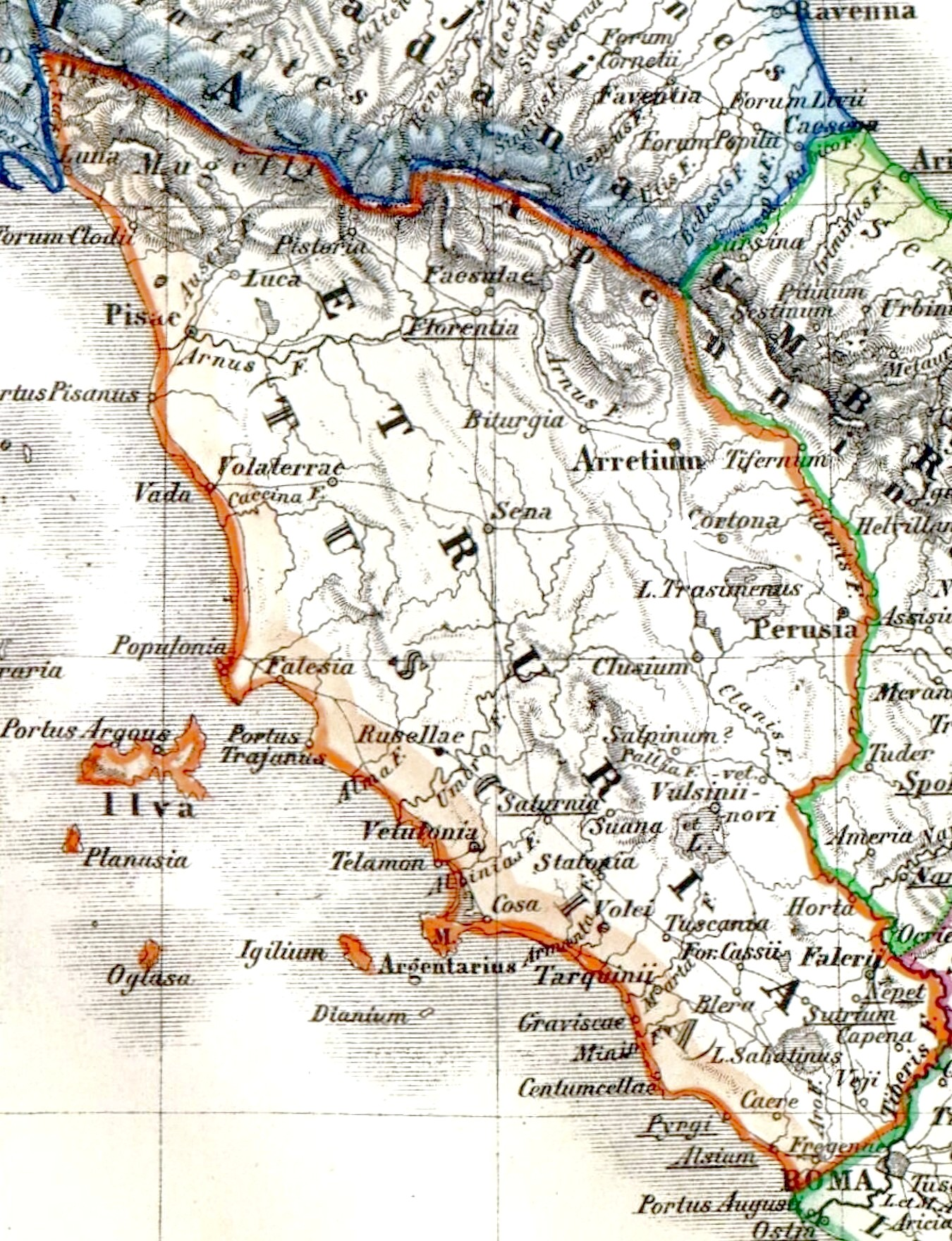
Etrurien zur Römerzeit
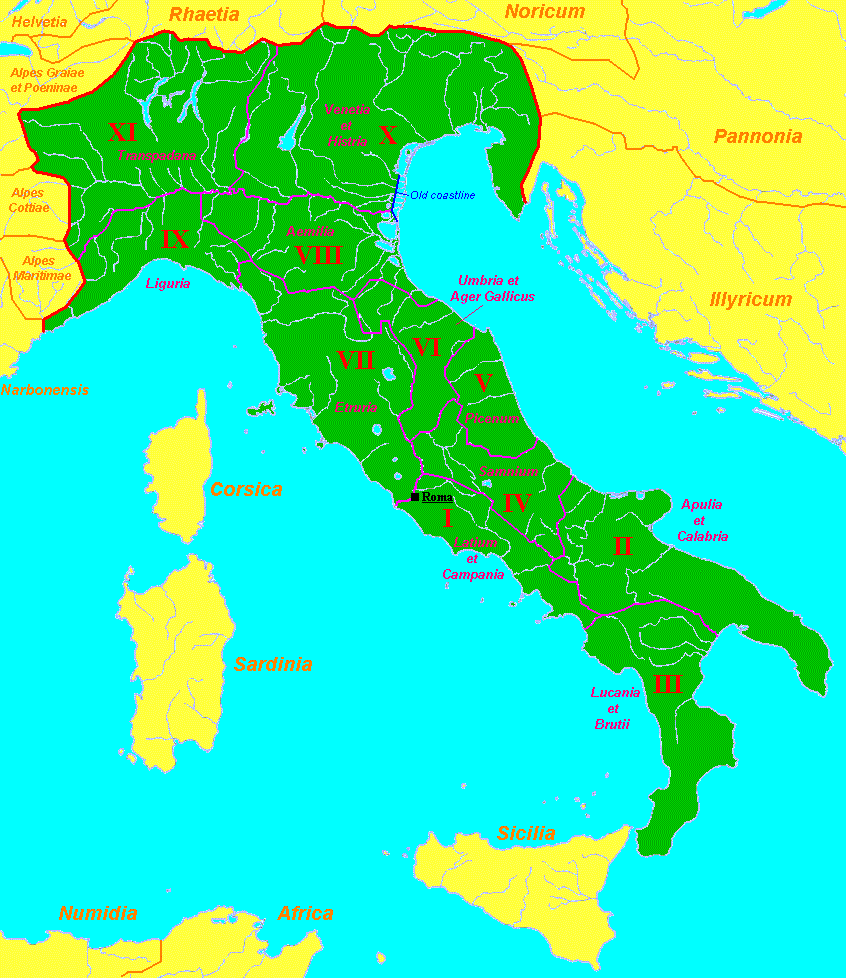
Unterteilung Italiens in Regionen zur Zeit des Augustus
Italien um 1000 n. Chr. mit der Markgrafschaft Tuszien
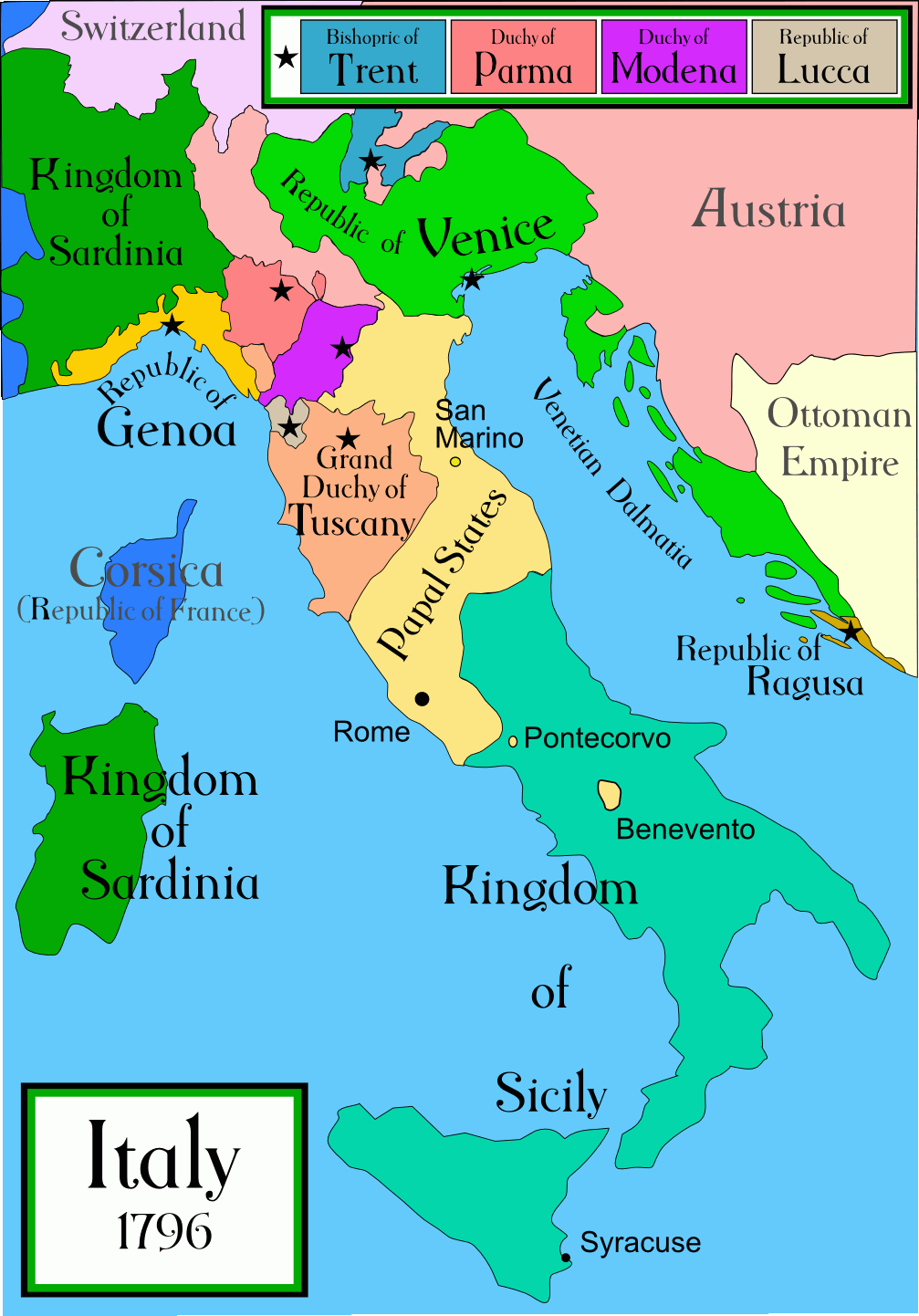
Italien 1796 mit dem Großherzogtum der Toskana
Die 20 italienischen Regionen

## Wichtige Städte des alten Etruriens

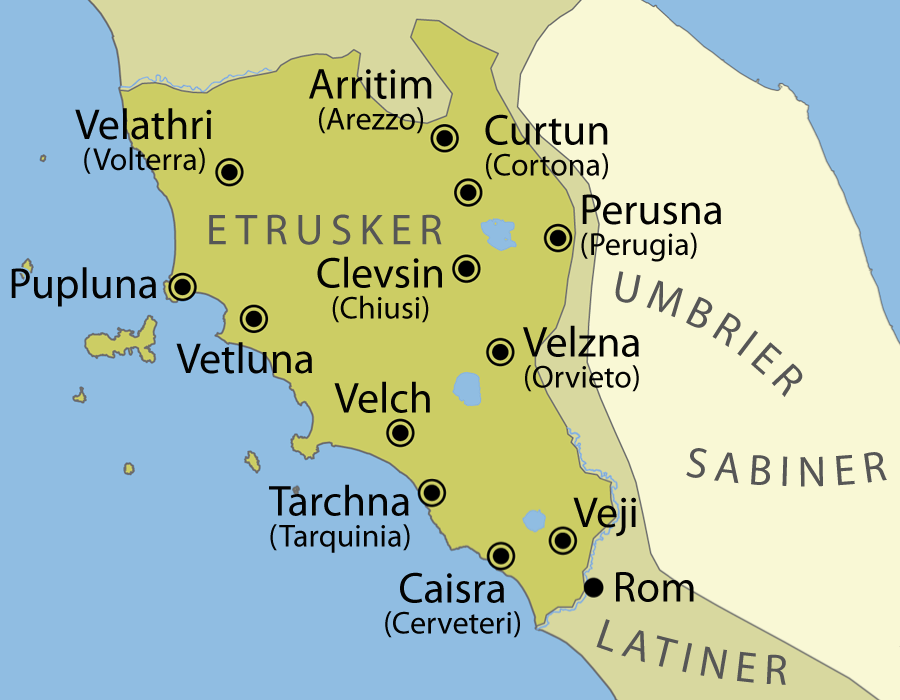
Etrurien mit den wichtigsten etruskischen Städten

| Etruskisch        | Latein                         | Italienisch         |
| ----------------- | ------------------------------ | ------------------- |
| Aritim            | Arretium                       | Arezzo              |
| Clevsin           | Clusium                        | Chiusi              |
| Curtun            | Cortona                        | Cortona             |
| Kaiserie, Cisra   | Caere                          | Cerveteri           |
| Perusna, Persna   | Perusia                        | Perugia             |
| Pupluna, Fufluna  | Populonia                      | Populonia           |
| Rusel             | Rusellae                       | Roselle             |
| Tarchuna, Tarchna | Tarquinii                      | Tarquinia           |
| Tlamu             | Telamon                        | Talamone            |
| Veia              | Veii                           | Veji                |
| Velathri          | Volaterrae                     | Volterra            |
| Velcha, Velch     | Vulci                          |                     |
| Velzna, Velsna    | Volsinii veteres Volsinii novi | Orvieto (?) Bolsena |
| Vatluna, Vetluna  | Vetulonia                      | Vetulonia           |
| Vipsul, Visul     | Faesulae                       | Fiesole             |